# Colmenarejo
Colmenarejo est une commune de la communauté de Madrid, en Espagne.